# خان كندي (طغامين)
خان کندي (بالفارسية: خان کندی) هي قرية تقع في إيران في قسم طغامین الريفي. يقدر عدد سكانها بـ 107 نسمة .